# Linus Heidegger
Linus Heidegger (* 23. August 1995 in Innsbruck) ist ein österreichischer Eisschnellläufer. Seinen bisher größten Erfolg verzeichnete er im Februar 2018 im Rahmen der XXIII. Olympischen Winterspiele in Pyeongchang, wo er im Massenstart nach dem ersten Platz im Semifinale den sechsten Platz im Finale belegte. Weitere internationale Spitzenplatzierungen erreichte er im Jänner 2018 mit dem achten Platz über 5000 m bei der Europameisterschaft in Kolomna (RUS) sowie 2014 mit dem vierten Platz beim Eisschnelllauf-Weltcup-Massenstart in Seoul. 

## Werdegang
Linus Heidegger wuchs in Innsbruck auf, wo er am Sport-Gymnasium Innsbruck (BORG) seine Matura ablegte und derzeit an der Universität Innsbruck Wirtschaftsrecht studiert. 
Im Alter von sechs Jahren begann er mit dem Eisschnelllauf beim Verein Union Speedskating Club Innsbruck. Der Sportsoldat absolviert seine Trainings hauptsächlich auf der Eisbahn der Olympia-World Innsbruck, im Olympiazentrum Tirol sowie in der Max Aicher Arena in Inzell. Der Allrounder mit Spezialisierung auf Mittel- und Langstrecken (1500 und 5000 m) sowie auf den Massenstart holte bereits zahlreiche Titel bei nationalen und internationalen Wettkämpfen. Außerdem stellte er bei den Österreichischen Meisterschaften im Dezember 2015 in Innsbruck mit 162.095 Punkten einen neuen Bahnrekord im großen Vierkampf und im Jänner 2018 einen neuen Bahnrekord über 3000 m auf.